# Cíbele

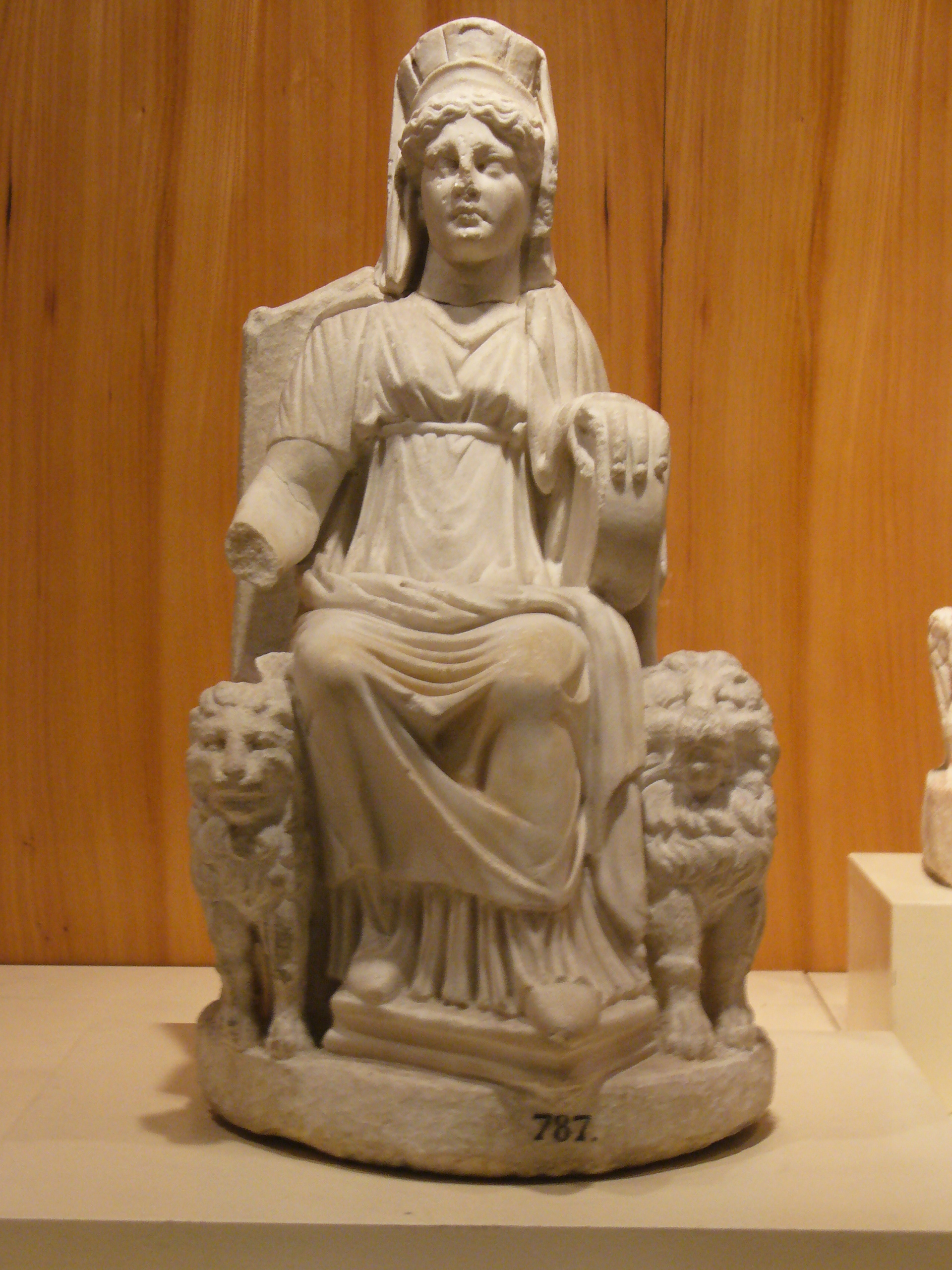
La Cíbele de Nicea a Bitínia

Cíbele (en grec antic: Κυβέλη, Kybélē) era la principal divinitat frígia i l'única coneguda de caràcter femení en aquella regió. Fou una deessa tel·lúrica i, com a tal, representava la fertilitat de la natura, especialment en el seu aspecte més salvatge. El seu culte era molt antic i s'havia iniciat al Neolític.
Els grecs la van assimilar a altres deesses, com Gea, Demèter o Àrtemis, però sobretot es confonia amb Rea i, com a tal, fou anomenada Mare dels déus. Els romans, seguint la denominació referida a la mare terra, la coneixien també amb els sobrenoms de Magna Mater, 'la gran mare' (d'aquí surt el nom del poble català de Madremanya) i Bona Dea.
Els artistes la representaven dalt d'un carro tibat per dos lleons i coronada amb una torre. El seu culte al principi simbolitzava la renovació anual de la natura, i més endavant la mort i la resurrecció mística dels fidels. Representava, doncs, la terra fèrtil, les coves, les muntanyes, les fortaleses, la natura i els animals. Per això també se'n deia la Mare Terra o la Gran Deessa Mare.

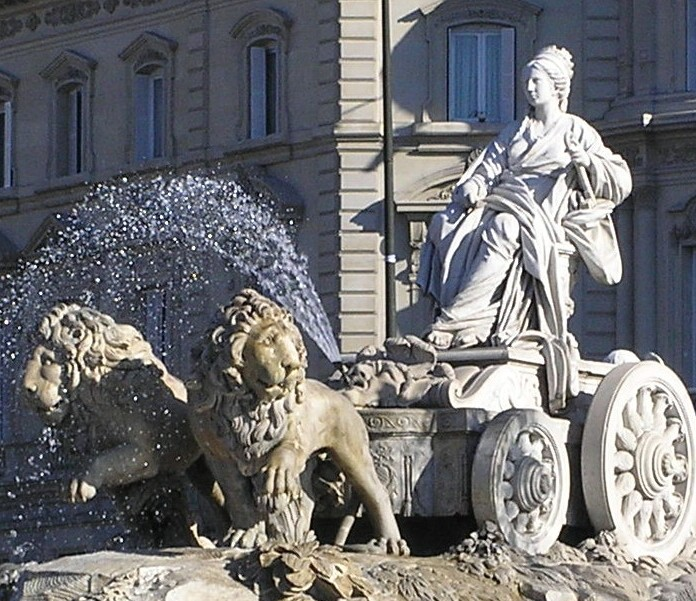
La Font de Cíbele a Madrid, obra dels escultors Francisco Gutiérrez (figura de la deessa i el carro) i Roberto Michel (els lleons), 1782.

## Orígens del seu culte

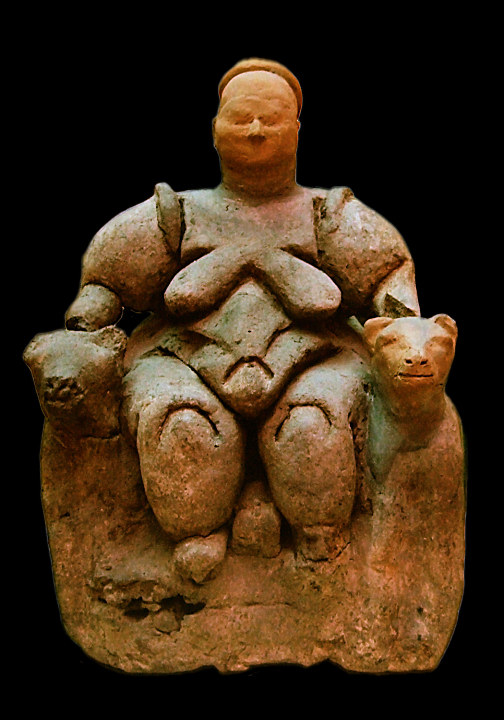
La Dama de Çatalhöyük c. 6.000 aC

La deessa Cíbele, coneguda com la «deessa mare», procedeix d'Anatòlia; allà podria haver tingut com a precursora una divinitat de l'època neolítica a Çatalhöyük (a la regió de Konya) on es va trobar una estàtua, datada en el sisè mil·lenni, d'una deessa embarassada asseguda en un tron, amb cada una de les mans sobre el cap del que sembla un lleopard o una pantera.
Sembla que la intenció era representar una dona que vol donar a llum al tron. En l'art frigi posterior, al segle viii aC, hi ha estàtues semblants, representacions de la deessa mare assistida per lleons, o bé per una au de rapinya i un petit gerro per a les libacions o altres ofrenes.
La inscripció trobada en una capella tallada a la roca matar kubileya, datada en la primera meitat del s. VI aC, s'ha traduït per 'mare de la muntanya'. Aquesta és una traducció que es fonamenta en textos de la literatura clàssica, que la relacionen amb Cíbele com una de les deesses de caràcter tutelar més semblants, ambdues conegudes amb el nom de mare, però sent aquesta específica de les muntanyes d'Anatòlia, motiu pel qual també es pot traduir com: 'nascuda de la pedra'. És l'única deessa frígia coneguda, i probablement era invocada com a protectora de l'estat. El seu nom i les pràctiques de culte relacionades amb ella podrien haver influït en el culte de la reina i deessa sumèria Kubaba.

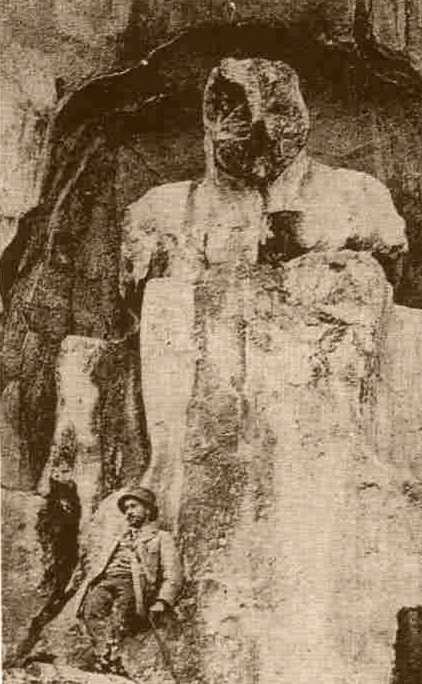
Escultura tallada a la roca del mont Sipilos.

Al segle ii el geògraf Pausànies parlava sobre un culte a la «Mare dels déus» en un indret a prop de la ciutat lídia Magnèsia del Sípil, on havien tallat la roca de la muntanya per esculpir la seva imatge. Es creu que aquesta pugui ser la imatge més antiga d'aquesta deessa, l'obra és atribuïda al llegendari Bròtees. Les restes gegantesques d'aquesta imatge, encara que erosionades pel pas dels anys, van servir de model per a posteriors representacions d'una Cíbele asseguda amb un lleó a cada banda. A Pessinunt, una ciutat frígia d'influència grega, va rebre el nom de Cíbele i va ser venerada fent servir en lloc d'una imatge una roca negra procedent d'un meteorit, i es va identificar o associar a Agdistis, una deïtat de la muntanya de Pessinunt.
No s'ha trobat cap text o mite que tracti sobre el caràcter original d'aquesta Cíbele i el seu culte a frígia. Algunes imatges relacionades en contexts funeraris, juntament amb el nom Matar ('mare'), suggereixen que es devia tractar d'una mediadora entre la «frontera del món conegut i el desconegut», la civilització i el món salvatge, el món dels vius i el dels morts. Està associada amb falcons, lleons i les roques del paisatge de les muntanyes d'Anatòlia. Això la caracteritza com a mare de la natura en el seu estat més salvatge, amb poder per a dirigir, moderar o suavitzar-ne la latent ferocitat o per controlar les amenaces potencials de la natura per als habitants de la zona. Des d'aquesta perspectiva, el desig de controlar els seus poders devia portar l'elit d'Anatòlia a adoptar-la com a deessa protectora de la ciutat, possiblement en concurrència amb algun tipus de culte de poder. A Frígia, el culte a Cíbele es creu que estava connectat amb el culte al mig llegendari rei Mides I, patrocinador del culte de Cíbele durant el seu regne. Es diu que després de la seva mort Mides I va esdevenir espòs de Cíbele.
Per mostrar la seva funció com a protectora de ciutats, hom l'ha representat de vegades portant una corona en forma de mur o de torre, que simbolitza les muralles defensives. Al mateix temps, el seu poder «transcendia qualsevol ús purament polític i parlava directament als seguidors de la deessa de tots els àmbits de la vida».
Es creu que alguns monuments frigis en forma de pica es van fer servir per a libacions i ofrenes de sang a la deessa Cíbele, potser un antecedent de les cerimònies del Tauroboli i el Crioboli, que es van fer durant l'època de l'imperi romà. Amb el temps, el culte i la imatge dels frigis es va anar transformant i foren absorbits per altres cultures, primer els grecs i després els romans.
A partir del segle vi aC el seu culte es va introduir en les colònies gregues de l'oest d'Anatòlia, després va passar a la Grecia central, les illes de la mar Egea i finalment a les colònies de la península italiana, la Magna Grècia. Els grecs l'anomenaven μητέρ (Mētēr, «mare»), i des de començaments del s. V Κυβέλη (Kubelē); Píndar la va anomenar «La senyora i mare Cíbele». Walter Burkert la situa entre els déus estrangers de la religió grega, una figura complexa que combinava la tradició minoica i micènica amb el culte frigi importat d'Àsia Menor. Tant a Grècia com a Frígia era considerada «senyora dels animals» (Potnia Therōn), amb domini sobre el món natural, expressat amb dos lleons a banda i banda o asseguts a la falda o estirant del seu carro. Aviat va ser assimilada a la deessa Rea, «mare dels déus», adquirint també els seus ritus. En la seva qualitat de mare se la va relacionar parcialment amb Demèter, la deessa dels cereals, que era tinguda per una mare devota segons la llegenda que deia que va encendre torxes per trobar la seva filla perduda Persèfone.

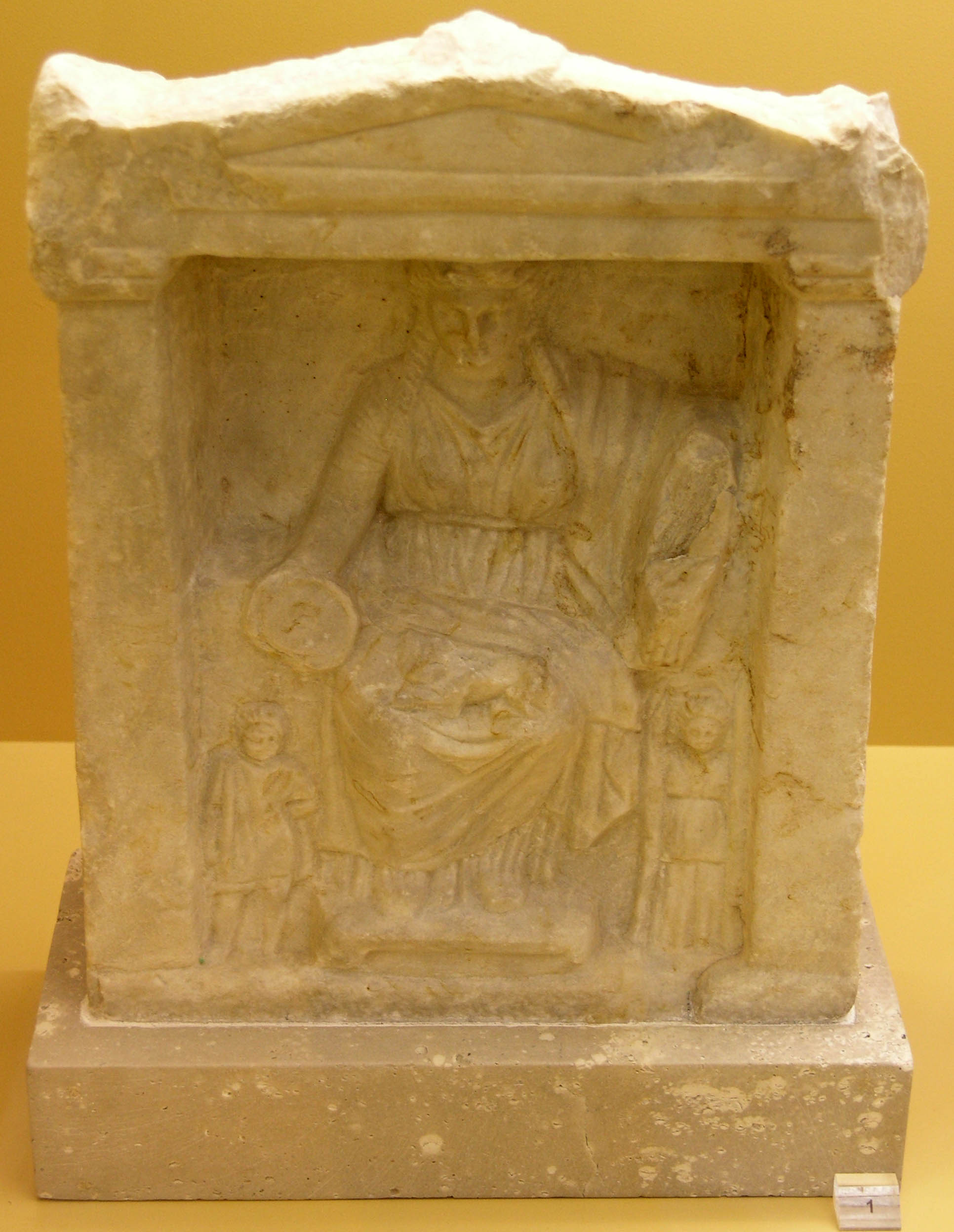
Representació de Cíbele dins d'un naiskos (segle IV aC, museu d'Atenes)

Com passava amb altres deïtats d'introducció estrangera, s'invocava en moments de crisi o confictes. Heròdot diu que quan Anacarsis va tornar al seu país, Escítia, després d'haver viatjat a Grècia per adquirir coneixements, el seu germà, que era el rei, el va fer matar per haver-se adherit al culte de Cíbele. Segons la tradició atenenca, es va fer un santuari conegut com a Metròon cap a l'any 500 aC per aplacar la ira de Cíbele, quan va aparèixer una plaga a la ciutat coincidint amb el fet que havien matat un dels seus sacerdots per voler-ne introduir el culte a Atenes. El relat també podria ser una invenció per justificar que un edifici públic es convertís en temple d'una deessa estrangera, ja que el relat més antic és l'"Himne a la mare dels déus" (any 362) escrit per l'emperador romà Julià l'Apòstata al segle iv.
Sovint el seu culte es feia més en privat que en públic, és per això que a diferència de Frígia, a Grècia s'han trobat moltes estatuetes votives esculpides a dins d'un petit naïscos. La representaven portant un quitó i una pandereta, el tympanon, a la mà. Aquesta pandereta era un senyal identificador de deïtat importada. En la mitologia grega no va ser fins al segle i que hom la va relacionar amb Dionís: a la Biblioteca del Pseudo-Apol·lodor es diu que Cíbele va curar Dionís d'un atac de bogeria. Totes dues divinitats tenien punts en comú: a Cíbele se la representava amb un carro estirat per lleons i a Dionís amb un carro estirat per panteres; a tots dos se'ls celebrava amb una processó de músics incloent l'instrument anomenat tympanon, i tots dos comptaven entre els seus devots els membres de les classes socials més baixes i els estrangers. Cap a finals del s. I aC els ritus per tots dos se celebraven de vegades conjuntament.
En contrast amb la veneració pública que tenia per la seva funció com a protectora de ciutats, Cíbele era també venerada en ritus privats de caràcter ctònic, propis del culte als herois i exclusius per als qui s'havien iniciat, encara que no és clar qui eren els qui s'havien iniciat a Cíbele. Alguns relleus la mostren envoltada d'homes i dones joves fidels amb torxes a les mans i recipients per a purificacions. Les fonts literàries descriuen que els seus devots es deixaven emportar pels forts ritmes del tympanon, les castanyoles, el tocar dels platerets i les flautes, i s'abandonaven al frenesí de la «dansa frígia», potser una mena de dansa per a dones en forma de cercle, atès que aquest sorollam era tingut per «la sàvia música sanadora dels déus».
En algun moment Cíbele es va fusionar també amb Rea i se la considerava com la mare guardiana de la cova on estava el nen Zeus. Per tant, se la invocava com a intercessora entre els déus i els mortals. Tant és així que els curets, sacerdots dansaires de Rea, es confonien amb els coribants, els sacerdots dansaires de Cíbele. El mateix passava amb els dàctils, uns màgics sanadors, i els bruixots telquins, ja que tots dos obraven els seus miracles donant gràcies a Rea i a Cíbele.

## Cíbele i Atis

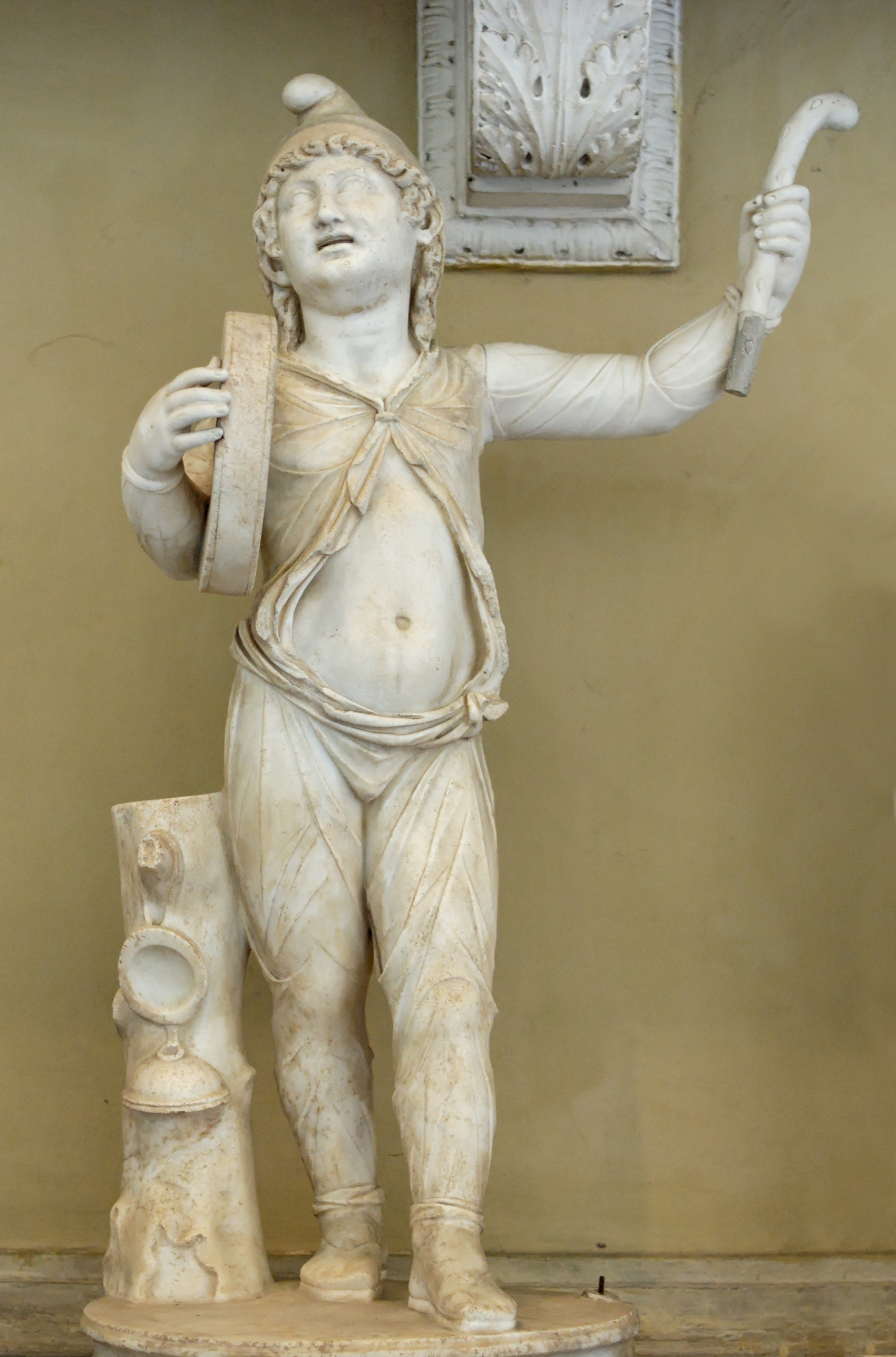
Estàtua d'Atis amb la barretina frígia i el tympanon. Els romans van barrejar el mite d'Atis amb altres llegendes i va passar de ser l'espòs a ser el fill protegit.

Els relats mitològics antics la fan esposa d'Atis. Aquest era un nom bastant comú entre els frigis. Lynn E. Roller creu que devia haver un membre de la família reial frígia amb aquest nom, que potser era el sacerdot suprem encarregat dels ritus en honor de la Mare Cíbele i d'aquí va sorgir la idea d'un déu espòs anomenat Atis. L'estàtua més antiga que s'ha trobat data del s.IV, en una estela al Pireu. Aquesta imatge el retrata com el típic rústic foraster, assegut relaxadament portant la barretina frígia i una gaiata de pastor. Està al costat d'una divinitat identificada per una inscripció, com Agdistis, la qual porta en una mà un tympanon i a l'altra un recipient per fer libacions. En altres imatges posteriors apareix amb la mateixa actitud relaxada, però tocant una siringa. En l'obra de Demòstenes Sobre la corona (Ὑπὲρ Κτησιφῶντος περὶ τοῦ Στεφάνου), de l'any 330 aC, el mot atis apareix com una exclamació dels qui participen en rituals religiosos.
Atis va acompanyar Cíbele en la seva difusió per les colònies gregues; s'han trobat proves dels seu culte conjunt a Massàlia i a Locres Epizefiris del segle vi aC. Les conquestes d'Alexandre el Gran també van col·laborar en escampar els mites sobre Atis i Cíbele, i el seu culte. El costum d'identificar els sacerdots amb els déus als qui servien va continuar: S'han trobat unes cartes del segle ii, escrites pel rei de Pèrgam i enviades al temple de Cíbele a Pessinunt, que anaven adreçades al sacerdot major Atis.

## Divinitat romana

### En l'època republicana
Els romans l'anomenaven Magna Mater, o també Magna Mater deorum Idaea ('Idea, la gran mare dels déus'), un títol equivalent al dels grecs, Meter Theon Idaia, pel mont Ida. El seu culte va ser adoptat oficialment durant la Segona Guerra Púnica (218 - 201 aC), en un moment que va coincidir amb alguns prodigis, entre els quals destaca: una pluja de meteorits, un any de mala collita que va causar fam. Tots aquests fets semblaven l'anunci d'una derrota contra els cartaginesos, llavors el senat va consultar els llibres sibil·lins, els quals van aconsellar importar la Magna Mater de la ciutat frígia de Pessinunt.
Com que aquesta estàtua estava en territori aliat, el regne de Pèrgam, el senat va decidir enviar també una consulta a l'Oracle de Delfos, el qual els va confirmar la decisió. El que van portar de Pessinunt va ser un fragment de meteorit negre que els frigis identificaven amb la deessa. L'arribada de la Magna Mater està relacionada amb un relat sobre una matrona romana Clàudia Quinta, qui va demanar ajut a la deessa per defensar-se de les acusacions d'adulteri, a canvi d'anar a ajudar a treure el vaixell que s'havia encallat a la sorra del port d'Òstia. La pedra es va quedar al temple de la Victòria en espera de construir-li un temple propi. Amb la pedra es va esculpir una figura femenina i es va guarnir amb plata. La majoria dels historiadors actuals creuen que Cíbele va arribar a Roma juntament amb un sacerdot, que feia el paper de l'espòs Atis i un sacerdot eunuc de nom Gal, els quals van introduir els romans en el seu culte. La seva reputació d'homes purs i devots va contribuir a l'acceptació immediata pel poble romà, tot i que l'efeminament de l'eunuc va resultar xocant. La classe patrícia que reclamaven ser descendents dels primers fundadors de la ciutat, uns emigrants troians, van identificar Frígia amb Troia, per tant reclamaven que la deessa era protectora dels seus avantpassats i de bon grat pagaven les despeses de la seva festa anual, tot i que delegaven l'organització als edils plebeus, mentre ells feien la festa en privat evitant així la presència dels galli.

### Època imperial
Els primers emperadors, afirmaven tenir connexió amb els déus. August reclamava tenir ascendència troiana i comptar amb el favor de Venus; la seva esposa, l'emperadriu Lívia Drusil·la, es considerava la representant de Magna Mater, fins al punt que la seva cara la feien servir de model per a esculpir imatges i camafeus de la deessa. L'emperador Claudi també la va citar entre els seus avantpassats, va elevar Atis a déu del panteó romà i va posar el seu culte sota la supervisió del quindecimviri sacris faciundis, el membre quinzè del col·legi de pontífex.
En aquesta època els poetes romans van començar a incloure-la en els seus relats, sempre com a protectora de l'estat i de la fertilitat de la terra. Ovidi recordava com abans de la seva arribada les terres estaven ermes. Virgili, en l'Eneida la va fer mare de Júpiter i protectora dels troians. Ella és la qui ofereix un arbre sagrat perquè construeixin unes embarcacions per poder fugir de la destrucció de Troia i prega a Júpiter que les faci indestructibles.

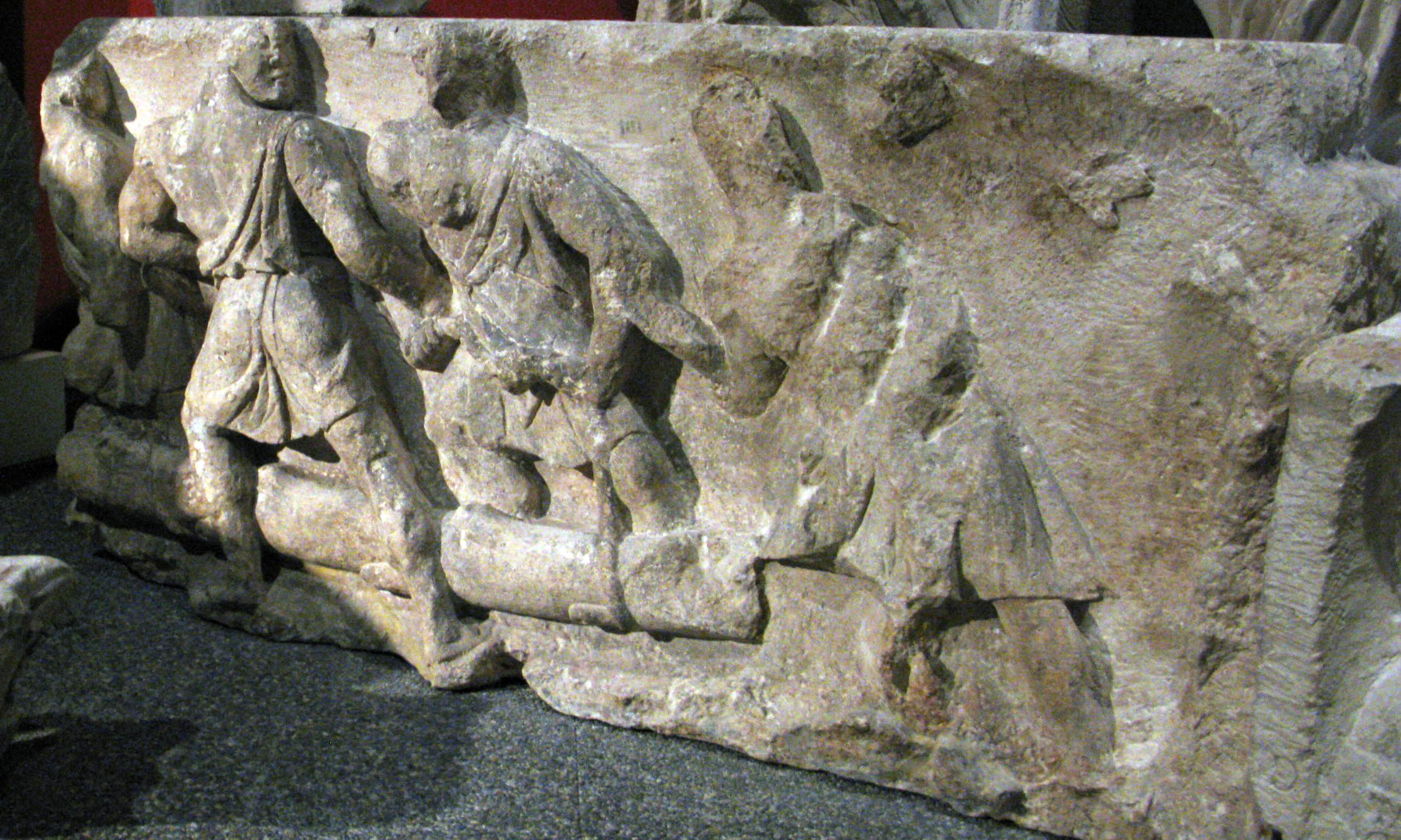
Relleu dels dendòfors, els qui transportaven l'arbre sagrat, celebració nascuda del relat de Virgili

## Celebracions

### Megalèsies
Les Megalèsies eren una festa que se celebrava el 4 d'abril, en commemoració de l'arribada de Magna Mater a Roma. Es feien espectacles anomenats ludi scaenici, és a dir, representacions teatrals sobre tema religiós probablement fetes davant del seu temple; algunes de les obres eren encarregades a escriptors de renom. El 10 d'abril la seva imatge es portava en processó cap al Circ Màxim i allà es feien curses de carros en el seu honor, on hi havia una imatge d'ella asseguda sobre un lleó permanentment situada a la barrera divisòria de les dues bandes de l'estadi.
Ciceró va descriure en els seus himnes aquests ritus, dient que eren d'origen grec. Dionisi d'Halicarnàs opinava que la processó era una salvatge "mascarada" frígia sorollosa, en contrast amb les obres de teatre de la Megalèsia, més dignes de la tradició romana, i aplaudia el seny dels romans que prohibia la participació directa en la processó, de la qual només podien ser espectadors. Als esclaus no els era permès ni tan sols anar a mirar. Lucreci va fer una vívida descripció de la processó, amb els galli vestits de groc cridant l'atenció amb els seus cabells llargs, fent xocar els escuts i els ganivets mentre un grup escampava flors i encens per allà on passaven i un altre grup tocava música.

### La setmana santa
Al mes de març hi havia una setmana sagrada anomenada Hilàries, dedicada al culte de Cíbele i Atis. Els ciutadans que hi volien participar s'havien d'adscriure a una de les dues confraries: els cannòfors ('portadors de canyes') i els dendròfors ('portadors d'arbres').

### Cultes menors
Abans que la setmana sagrada esdevingués un culte oficial, se celebraven alguns fets, encara que considerats llavors festes menors, com ara: celebracions a Òstia venerant el vaixell sagrat amb el qual havia arribat i al temple de la Victòria que l'havia allotjat per primera vegada; celebracions e la tornada a la puresa de la matrona Claudia Quinta; petites celebracions que incloïen un arbre (un pi o un avet) en record de l'arbre sagrat que la deessa havia concedit als avantpassats dels romans perquè es construïssin vaixells, d'on va derivar més endavant el sentit de renovació lligat a la figura del deu Atis. Però malgrat les proves arqueològiques que testimonien un culte des d'antic al Palatí, l'únic testimoni escrit sobre aquests primers cultes a Roma és un relat de Catul que parla de la mala impressió que va causar el sacerdot Gallo a la seva arribada per les seves maneres efeminades.

### Tauroboli i Crioboli
Només els qui volien ser sacerdots de Cíbele i Atis podien participar en els rituals els quals com a ritus iniciàtic s'autocastraven. A partir de l'any 160 es va oferir com a alternativa a la castració dos tipus de sacrificis de sang: el tauroboli, que era el sacrifici d'un bou i el crioboli, que era el sacrifici d'un boc. Segons un relat de l'apoloista Prudenci, el sacerdot es ficava dins un fossar mentre un ajudant subjectava l'animal, llavors el sacerdot li clavava el ganivet al coll de manera que el sacerdot quedava amerat de sang. S'entenia que era un bany regenerador, símbol de la mort i resurrecció del déu Atis. La gran despesa que suposava la compra d'un bou feia que el tauroboli només fos un ritual assequible per adinerats, els quals a canvi rebien els beneficis màgics de la deessa.

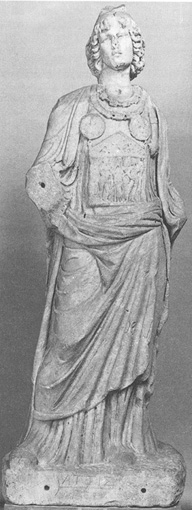
Estàtua d'un gallus portant la barretina frígia i guarniments femenins. Finals de s.II (Museus capitolins).

## Els sacerdots
La relació entre Pessinunt i Roma va continuar després de la introducció de la seva deessa. A Pessinunt, el mot gallus era un nom genèric per a designar els sacerdots de Cíbele, el gallus més important rebia el nom d'Atis i el segon en el rang de sacerdots es deia Batakes. L'any 189 aC els gallus van predir o van pregar per la victòria dels romans en a seva lluita contra els gàlates. L'any següent en senyal d'agraïment en senat romà va declarar Ílion província amb tracte especial (lliure del pagament de taxes) per ser la pàtria dels avantpassats dels romans. L'any 103 el Batakes va viatjar a Roma i va parlar davant el senat, no se sap si per queixar-se d'alguns actes d'impietat al santuari de Cíbele o si havia anat a predir alguna victòria de Roma, però un tribú de la plebs s'hi va oposar a la seva intervenció per ser foraster; quan dies més tard el tribú va emmalaltir i va morir es va tenir aquest fet com una prova del poder de la deessa Cíbele.
A Roma els galli van passar a dependre de l'autoritat del col·legi de pontífex. Per ser eunucs i, per tant, incapaços de reproduir-se, hom els va negar la ciutadania i els drets d'herència; per viure depenien de la generositat dels devots i durant uns dies a l'any podien sortir a demanar almoina. Amb L'emperador Claudi va introduir la figura del archigallus, un sacerdot no castrat que supervisava l'actuació dels altres. Amb la prohibició dels cultes de la religió tradicional declarada per l'emperador Teodosi l'any 380, els galli van passar a ser rodamóns d'aspecte efeminat, dignes de compassió que demanaven almoina, segons un relat de sant Agustí.

## Temples

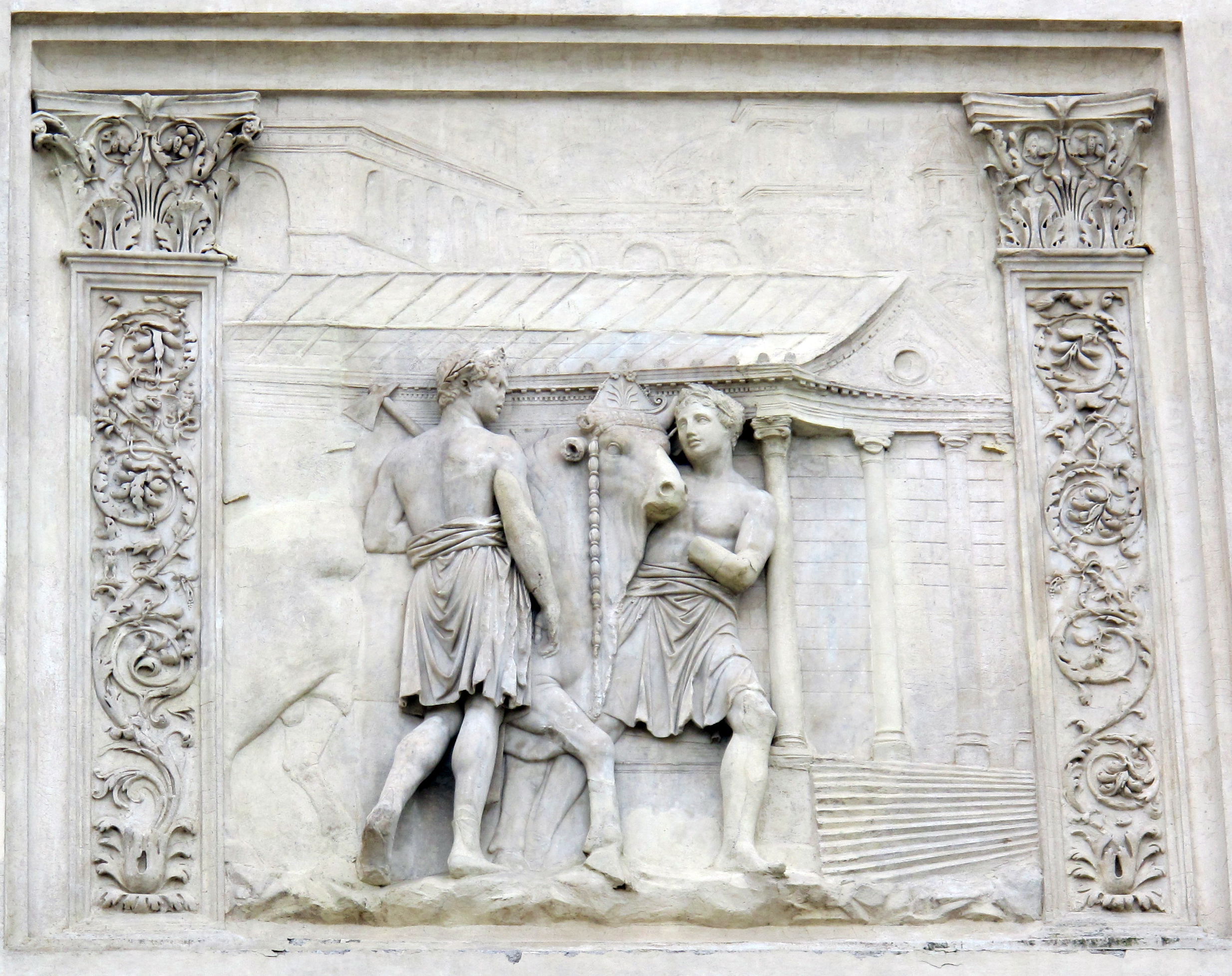
Temple de Magna Mater en un relleu, actualment a la Villa Medici, Roma

Hi havia un temple a la part alta del Palatí de cara al Circ Màxim i al Temple de Ceres i tenia una llarga escala per accedir-hi. L'any 111 va ser mig destruït per un incendi, però es van fer les reparacions necessàries. Es va tornar a cremar i August el va fer reconstruir de forma més sumptuosa. Al turó del Vaticà hi havia un altre lloc de culte, un altar sense sostre, conegut amb el nom de Phrygianum; aquest altar es va descobrir quan es feien els fonaments per la basílica de sant Pere,
També a Òstia hi havia un temple dedicat a la Magna Mater, amb una confraria de dendròfors. Es coneix l'existència d'un altre temple a prop de Sitifis a la província de la Mauritània Cesariense. També va ser incendiat l'any 288 i restaurat.
Cíbele i els seus temples van ser objecte de la ira dels cristians i sant Teodor d'Amasia en va ser un dels incitadors.

## Significat i cosmologia
Entre els autors que van tractar els mites amb relació a Cíbele i la seva interpretació destaca Arnobi el vell, escrits per causar un efecte desagradable i així servir a l'objectiu apologista del cristianisme. Per a Lucreci, la Magna Mater «simbolitzava l'ordre mundial», representava la terra, la mare de tot i els lleons que l'acompanyaven a les imatges representaven la submissió de totes les criatures, fins i tot les d'ambients salvatges. Era tinguda per una criatura divina, no creada i separada de la creació.
La data de la seva festa a Roma coincidia, més o menys, amb els esdeveniments del calendari agrícola romà (al voltant del 12 d'abril), quan s'aconsellava als agricultors desherbar les vinyes, preparar els terrenys per la sembra i, curiosament apropiat, donada la naturalesa dels sacerdots de la Magna Mater, castrar bestiar.
El poeta romà Marc Manili la va situar en el lloc tretzè del Zodíac, trencant així la simetria que fins llavors tenia el nombre dotze, en grec Δωδεκάθεον (Dodekatheon, 'els dotze Olímpics') i en la cultura romana els Dii Consentes, en correspondència amb dotze constel·lacions. Manilius va proposar Cíbele i Júpiter com a dirigents en igualtat d'estatus del signe de lleó, en oposició astrològica a Juno, que presidia aquari.